# Brăteasca
Brăteasca – wieś w Rumunii, w okręgu Ardżesz, w gminie Merișani. W 2011 roku liczyła 85 mieszkańców.